# Wicke (Radhersteller)

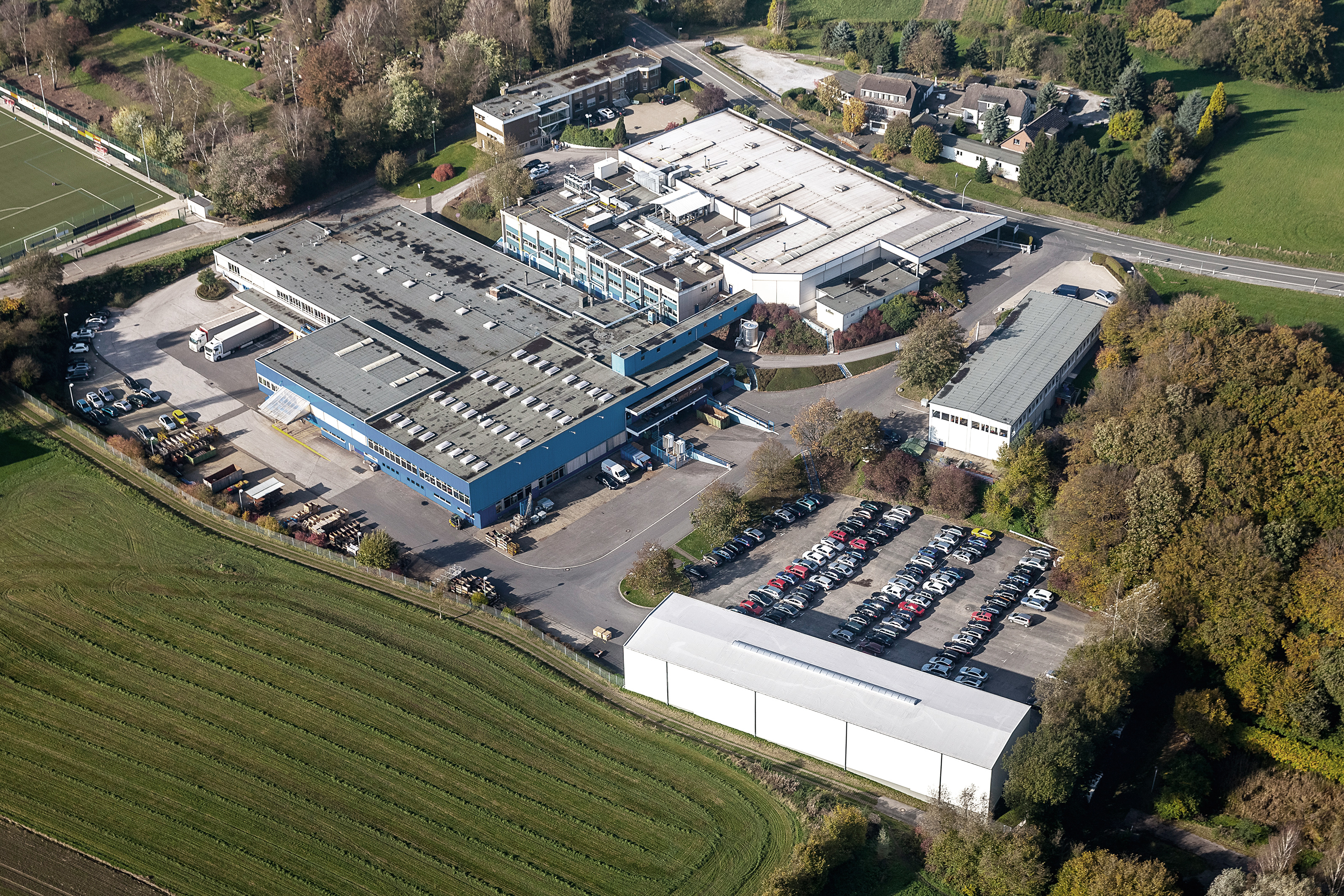
Wicke Stammsitz in Sprockhövel

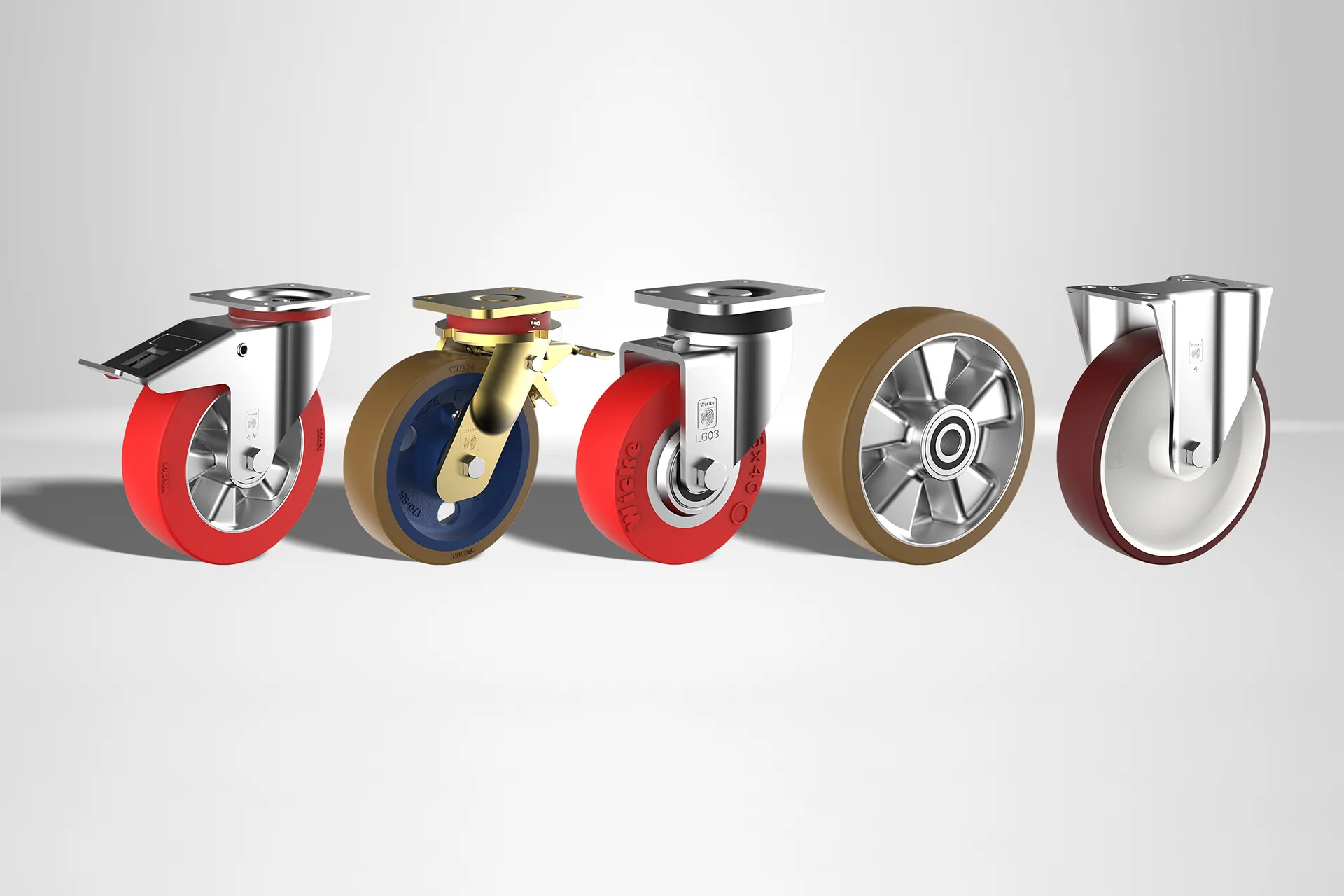
Rollen und Räder von Wicke

Wicke GmbH & Co KG ist ein deutscher Hersteller und Anbieter von Rädern, Rollen und Transportlösungen. Das Unternehmen beschäftigt weltweit über 850 Mitarbeiter. Davon arbeiten mehr als 405 Beschäftigte am Stammsitz in Sprockhövel im südlichen Ruhrgebiet von Nordrhein-Westfalen.

## Geschichte
1866 gründete Ferdinand Wicke eine Kleinwarenhandlung in Barmen, einem heutigen Stadtteil von Wuppertal. Später widmete er sich mit der Ferdinand Wicke Zündwarenfabrik der Produktion von Zündplättchen für Spielzeugpistolen – sogenannten Amorces – und Zündvorrichtungen für Grubenlampen. 1919 erfolgte der Verkauf von Wicke an Otto von Ragué. Mit Heinz Bremscheidt, Neffe von Otto von Ragué, verlagerte das Familienunternehmen nach dem Zweiten Weltkrieg seinen Schwerpunkt. Zunächst erfolgten Auftragsfertigungen von Leichtmetallfelgen für die Wuppertaler Firma Vorwerk und dann wurden Räder und Rollen produziert. Im Laufe der Jahre erweiterte Wicke seine Aktivitäten und eröffnete Niederlassungen in verschiedenen Ländern. 1994 wurde Wicke Castors Ltd. in China gegründet, gefolgt von der Eröffnung von Wicke CZ in der Tschechischen Republik im Jahr 1995. Diese internationalen Expansionen ermöglichten es Wicke, führender internationaler Supply-Chain-Partner für Original Equipment Manufacturer (OEM)-Kunden und exklusive Distributoren zu werden. Der Umsatz von Wicke wuchs im Laufe der Jahre kontinuierlich. 2010 betrug der jährliche Umsatz 90 Millionen Euro. Er erhöhte sich bis 2021 auf rund 159 Millionen Euro.

## Produkte
Wicke ist spezialisiert auf das Design, die Produktion, den Vertrieb und die Logistik von Rädern, Rollen und kompletten Fahrwerksteilen für Industriefahrzeuge aus Materialien wie Polyurethanen und Gummi. Daneben entwickelt das Unternehmen Spezialprodukte nach individuellen Kundenvorgaben. Die Produkte von Wicke finden Anwendung in verschiedenen Bereichen wie Materialtransport, Logistik, Industrie, Handel, Medizin, Bauwesen und weiteren Branchen.

## Standorte
Neben den Produktionsstandorten Deutschland, China und der Tschechischen Republik hat Wicke weltweit Vertriebspartner, unter anderem in Frankreich, Großbritannien, den USA, Kanada, Ungarn, der Tschechischen Republik, Polen, den Benelux-Ländern, Spanien, Italien, Österreich und Schweiz.